# RDRAM
Direct Rambus DRAM 或稱 DRDRAM（有時也稱Rambus DRAM 或 RDRAM）是Rambus公司設計製造的一種同步DRAM。RDRAM的模組封裝稱為RIMM（Rambus In-line Memory Module）。
RDRAM在時脈訊號的上升(Positive Edge Trigger，PET)與下降(Negative Edge Trigger，NET)都可以進行資料傳輸。由於銷售需要，命名方式為時脈頻率的二倍(避免與 DDR 記憶體命名方式重複)，400MHz規格的Rumbus被命名為PC800，提供1600MB/s傳輸速率。相比PC-133 SDRAM的1066MB/s傳輸速率大幅提高（PC-133 SDRAM工作於133MHz，使用64bit的168針DIMM插座）。

## 實際應用

### 個人電腦
1999年發表第一片支援RDRAM的主機板。這些產品與PC800 RDRAM相容，以400MHz頻率工作並具有1600MB/s的傳輸速率，使用184針的RIMM插座。

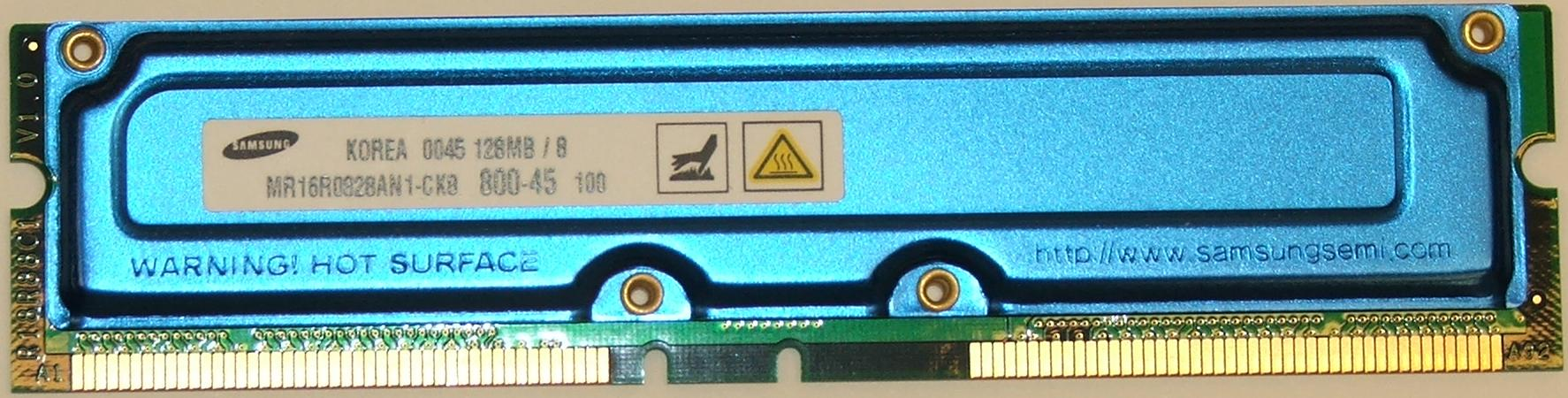
安裝了散熱片的 RDRAM 記憶體模組

如果主機板使用雙通道架構的記憶體子系統，則需要將所有記憶體通道都插上RIMM。16位元的單通道提供1條記憶體通道，32位元則提供2條。因此，在僅支援16位元RIMM的雙通道主機板上，需要成對安裝RIMM。而支援32位元RIMM的雙通道主機板則可以逐條安裝RIMM。16位元與32位元的RIMM不可混插。

#### 模組規格
| 規格命名           | 匯流排寬度 | 通道        | 時脈    | 傳輸速度  |
| ------------------ | ---------- | ----------- | ------- | --------- |
| PC600              | 16Bit      | 單通道 RIMM | 300 MHz | 1200 MB/s |
| PC700              | 16Bit      | 單通道 RIMM | 355 MHz | 1420 MB/s |
| PC800              | 16Bit      | 單通道 RIMM | 400 MHz | 1600 MB/s |
| PC1066 (RIMM 2100) | 16Bit      | 單通道 RIMM | 533 MHz | 2133 MB/s |
| PC1200 (RIMM 2400) | 16Bit      | 單通道 RIMM | 600 MHz | 2400 MB/s |
| RIMM 3200          | 32Bit      | 雙通道 RIMM | 400 MHz | 3200 MB/s |
| RIMM 4200          | 32Bit      | 雙通道 RIMM | 533 MHz | 4200 MB/s |
| RIMM 4800          | 32Bit      | 雙通道 RIMM | 600 MHz | 4800 MB/s |
| RIMM 6400          | 32Bit      | 雙通道 RIMM | 800 MHz | 6400 MB/s |

### 電視遊戲主機

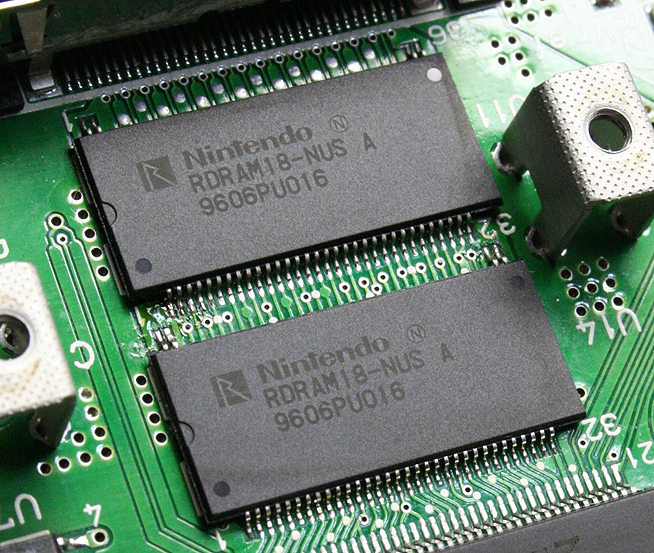
RDRAM18-NUS
在任天堂64上的RDRAM

Rambus的RDRAM最初在1996年的任天堂電視遊戲主機「Nintendo 64」(N64)上使用。N64使用4MB 9Bit匯流排，工作於500MHz的RDRAM，達到562.5MB/s的傳輸速度。受惠於RDRAM簡單的設計，N64得以確保較大的記憶體傳輸速度。而受惠於RDRAM狹窄的匯流排寬度，主機板的電路設計師得以使用單純的設計方式降低成本。然而，在隨機存取方面延遲較高的缺點為人所詬病。N64為RDRAM模組使用了一套被動散熱系統。
SONY PlayStation 2使用 32MB 的 RDRAM 主記憶體，具備雙通道架構可達到3200MB/s的傳輸速度。
SONY PlayStation 3使用256MB、64bit匯流排，工作於400MHz（有效時脈達到3.2GHz）的XDR DRAM（RDRAM的後繼產品），達到 204.8Gbit/s(25.6GB/s) 的高速資料傳輸速率，具有8倍於DDR-400 SDRAM的傳輸速度。

## 顯示卡
Cirrus Logic公司在Laguna顯示晶片家族中的兩個產品使用RDRAM。分別是僅有2D的5462、有3D加速的2D晶片5464。使用16Bit單通道，提供600MB/s的傳輸速度。
該晶片不僅利用RDRAM的高傳輸速度，更提供了成本方面的優點。此晶片在創新科技的Graphics Blaster MA3xx系列等使用。

## 性能
與當時的其他記憶體規格相比較，Rambus由於增加了若干等待時間，以及在發熱和製造上的複雜，導致成本較高。RDRAM也被批評印模尺寸太大，16M需要百分之10-20，64M需要約百分之5的介面，因此需要罰鍰。（页面存档备份，存于）。
PC800 RDRAM工作在45納秒的等待時間，與當時的DRAM技術相比較高的等待時間。RDRAM的記憶體晶片比SDRAM晶片發出更大的熱量，所以所有的RIMM皆需要散熱片。RDRAM每片記憶體晶片皆內建控制器、與北橋晶片上配置單一的記憶體控制器的SDRAM相比製造上大幅複雜。RDRAM由於較高的製造成本和授權費，與PC-133 SDRAM相比價格達到了2-3倍。

複數RIMM在同一個記憶體通道安裝的場合，對性能的影響比SDRAM的設計要高，與SDRAM的母模式途經1-2個晶片相比，RDRAM在較遠的記憶體模組上晶片必須要經過近乎與記憶體控制器物理配置相當的所有記憶體晶片。
最普通的Rambus記憶體控制器的設計，是將記憶體模組成對安裝做為前提。剩下未使用的記憶體插座必須安裝CRIMM。追加的CRIMM模組並不會增加記憶體的容量，只是為了不使主機板上的信號發生反射而傳達的相對於終端抵抗的信號。

伴隨Intel 840（Pentium III）、Intel 850（Pentium 4）, Intel 860（Pentium 4 Xeon）晶片組的登場，Intel增加了32bit雙通道PC800 RDRAM的支援。隨後，i850E晶片組導入了PC1066 RDRAM，雙通道時的合計傳輸速度擴大到4264MB/s。
2000年登場的PC-2100 DDR SDRAM工作於133MHz，有效時脈266MHz，使用184針DIMM插座的64bit匯流排提供2100MB/s的性能。
2002年，Intel發佈了E7205 Granitebay晶片組。導入了雙通道 DDR 記憶體，同與之競爭的RDRAM相比，可以在更低的等待時間下，提供4200MB/s的合計傳輸速度。

### 基準測試
RDRAM為了達到800MHz的速度，與擁有64bit匯流排的現代SDRAM DIMM不同，記憶體模組只可以工作在16bit匯流排下。然而，Intel 820登場時的RDRAM模組只能工作在較慢的時脈，所有產品都無法工作在800MHz。
1998年的基準測試中，大部分的應用程式在RDRAM下速度偏低。RDRAM使用UMA比SDRAM產品相比僅僅是高速，Intel 820並不是低階產品，更沒有開發使用RDRAM的低階製品。因此，RDRAM對於最終用戶來說沒有優勢 。
1999年，使用Intel 840, Intel 820, Intel 440BX的基準測試中，由於使用Rambus晶片組而獲得性能提高的，除了工作站用途之外，與440BX晶片組和PC-133 SDRAM相比，價錢的大幅提高並不正常。。
2002年，單通道DDR SDRAM模組和SiS648組合時，實際的應用程序性能與雙通道1066MHz RDRAM和Intel 850E的架構相抗衡。。
此後更有可使用雙通道的DDR400 SDRAM模組的晶片組登場。

## PC市場上的RDRAM
1996年11月，Rambus 與Intel簽訂了開發與授權協議。
在與DDR SDRAM比較中認識了RDRAM的優越性後，Intel對於Wintel開發社群發表了自公司微處理器僅會支援Rambus記憶體介面的聲明，Intel獲取了Rambus公司以每股10美元100万股股票的購買權。
1998年，Intel為了加速Direct RDRAM的導入，計劃了對Micron Technology進行5億美元的資本投資。作為額外的投資，還有1999年支付給Samsung的1億美元等。

應對記憶體過渡時期，Intel在Intel 82x晶片組上使用Memory Transfer Hub (MTH)以支援PC-133 SDRAM DIMM。2000年，由於MTH在同時交換時，發生了不明原因的停止工作，突發重新啟動的電氣噪音，Intel召回了搭載MTH的Intel 820主機板。從此，Intel 820主機板沒有再搭載過MTH。
2000年，Intel將零售的Pentium 4 CPU與兩支RIMM配套發售，援助RDRAM。然而，Intel在翌年的2001年起逐漸停止了對Rambus的支援。
2003年，Intel發佈了Intel 865和Intel 875晶片組，作為取代Intel 850的高端晶片組產品。此外，未來的記憶體發展計劃(roadmap)中並未包含Rambus。
幾乎沒有DRAM生產廠商取得了RDRAM的生產許可證，而取得了技術許可證的公司就連僅僅生產滿足市場需要的RIMM也失敗了，在記憶體價格高漲的2002年RIMM也設定了較SDRAM DIMM高的價格。

## 外部連結
- Rambus 公司網站上的 RDRAM（页面存档备份，存于）
- 關於PS2雙通道RDRAM
- RAMBUS記憶體的安裝方法（页面存档备份，存于）
- RDRAM圖解安裝教學（页面存档备份，存于）
- eTechBuy Server Memory